# Příbram VI-Březové Hory
Příbram VI-Březové Hory je evidenční část okresního města Příbrami. Ačkoliv svým názvem odkazuje k bývalému královskému hornímu městu a dnes katastrálnímu území Březové Hory, územním vymezením se od něj výrazně liší, průnikem těchto dvou celků je především historické jádro původního města. Jižní, jihovýchodní a východní část Březových Hor, hustě osídlená oblast převážně s moderní sídlištní zástavbou, je přiřazena do jiných evidenčních části obce, většina tohoto území tvoří část Příbram VII. K části Příbram VI-Březové Hory je naopak přiřazeno rozsáhlá oblast patřící ke katastrálnímu území Příbram, severně od katastrálního území Březové Hory – jde převážně o důlní a hutní oblasti včetně přírodních oblastí kopců Fedinandka a Huťský lesík. 
Evidenční část Příbram VI-Březové Hory je tvořena sídelními jednotkami Nad Litavkou, U Dolu Anna díl 1 a U Vojtěcha díl 1 z katastrálního území Březové Hory (a též malým cípkem katastrálního území Lazec, vymezeným jako ZSJ U Litavky díl 2) a základní sídelní jednotkou Ferdinandka z katastrálního území Příbram. V jednotce Nad Litavkou se nacházejí hlavní objekty Hornického muzea Příbram, jednotka Ferdinandka zahrnuje severní části hornického komplexu, kopce Ferdinandka a Huťský lesík a také hutnický komplex mezi Podlesím a Lhotou u Příbramě. V jednotce U Vojtěcha se nacházejí kostely sv. Prokopa a sv. Vojtěcha. K evidenční části Příbram VI-Březové Hory je přičleněn také malý cíp katastrálního území Lazec  (jako základní sídelní jednotka U Litavky díl 2), zahrnující půlku domu Pod Kovárnami 613 a přilehlou zahradu. 